# Ampedus areolatus
Ampedus areolatus ist ein Käfer aus der Familie der Schnellkäfer (Elateridae) und der Unterfamilie der Ampedinae. Der Artname areolatus kommt aus dem Lateinischen und bedeutet „mit kleinen ebenen Flächen“.

## Merkmale
Die behaarten Käfer erreichen eine Länge von 4 bis 5 Millimetern, sie gehören damit zu den kleineren Schnellkäfern. Die Deckflügel (Elytren) haben blasse Flecken und sind heller im vorderen Bereich. Das spiegelbildliche Muster variiert jedoch stark innerhalb der Art. Die Beine sind gelb. Die Antennen, die länger als der Brustkorb (Thorax) sind, sind braun. Das dritte Antennensegment ist doppelt so lang wie das zweite. Vom ähnlich kleinen Schnellkäfer Ampedus luteolus kann Ampedus areolatus durch die blassere Färbung unterschieden werden.
In einer Publikation von Robert W. Poole und Patricia Gentili-Poole von 1996 über eine Untersuchung von Insekten in Nordamerika werden Ampedus areolatus und Ampedus pusio (Germar, 1844) als eine einzige identische Schnellkäferart angesehen. Dem widersprechen zum Beispiel Publikationen von Yves Bousquet (1991) über Käfer in New Brunswick sowie Stewart B. Peck und Michael C. Thomas (1998) über Käfer in Florida.

## Verbreitung
Die Verbreitung des Käfers ist auf Nordamerika beschränkt, dort im östlichen Teil von Texas bis Québec. Er ist vor allem in den Monaten Mai und Juni zu beobachten.